# Bowes
Bowes är en by och en civil parish i Durham i England. Orten har 417 invånare (2001). Den har en kyrka och ett slott.